# Lycosa sericovittata
Lycosa sericovittata este o specie de păianjeni din genul Lycosa, familia Lycosidae, descrisă de Mello-leitão, 1939. Conform Catalogue of Life specia Lycosa sericovittata nu are subspecii cunoscute.